# Från de stora skogarna
Från de store skogarna (vertaling: uit een groot bos) is een symfonisch gedicht van de Zweedse componist Oskar Lindberg (1887-1955). Lindberg is in kleine kring voornamelijk bekend vanwege zijn kerkmuziek. Hij was lange tijd organist van een kerk in Stockholm. Een aantal van zijn wereldse muziekstukken heeft een opname gekregen, waaronder dit Från de Stora skogarna. Lindberg werd gedurende zijn gehele leven omringd door bossen; hij woonde in Dalarna. Lindberg omschreef het werk als volgt: De ochtend van het bos begint in de mist, die langzaam optrekt. Dat worden de volle contouren van het bos zichtbaar, maar ook de geheimzinnige trollenl, die net zo snel verdwijnen als ze verschijnen. Vervolgens breekt een storm los, die weer tot rust komt. Langzaam keert het bos terug naar zijn schemertoestand en de mist sluit het weer in/af.
Het symfonische gedicht is geschreven voor:
- 3 dwarsfluiten, 3 hobo’s, 3 klarinetten, 3 fagotten
- 4 hoorns, 3 trompetten, 3 trombones, 2 tuba
- pauken, 1 man/vrouw percussie, 1 harp
- violen, altviolen, celli, contrabassen

## Discografie
- Uitgave Musica Sveciae: Stig Westerberg, Koninklijk Filharmonisch Orkest van Stockholm (1990)